# Ghiacciaio Chavez
Il ghiacciaio Chavez (in inglese Chavez Glacier) è un ghiacciaio lungo circa 18 km situato sulla costa di Eights, nella Terra di Ellsworth, in Antartide. Il ghiacciaio, il cui punto più alto si trova a circa 270 m s.l.m., fluisce verso sud a partire dalla penisola di Canisteo fino ad entrare nella baia di Cranton.

## Storia
Il ghiacciaio Chavez è stato così battezzato dal Comitato consultivo dei nomi antartici in onore di Pat Chavez, dello United States Geological Survey (USGS), comandante della squadra dello USGS che negli anni novanta ha realizzato le mappe dell'Antartide in scala 1:5.000.000 utilizzando lo strumento satellitare chiamato Advanced Very High Resolution Radiometer.